# أحمد عبد الرحمن المهدي
أحمد عبد الرحمن المهدي (ولد في مدينة أم درمان في 19 نوفمبر 1935)، الابن الرابع للإمام عبد الرحمن المهدي. والدته سكينة عبد الله جاد الله والدها ناظر الكواهلة الملقب بكسار قلم ماكميكل وجدها الأمير جاد الله ود بليلو أمير قبيلة الكواهلة بكردفان. إخوانه الصديق، الهادي، يحي، محمد، غازي. وأخواته زهراء، عائشة، أم سلمة، شامة، زينب، الصديقة، القوت، إنعام، فاطمة، ونون وأمينة. تلقى تعليمه: القرآن في خلوة أولاد المهدي بأم درمان ثم جامع الكون بالجزيرة أبا. درس في روضة الشيخ بابكر بدري والكتاب في مدرسة الأحفاد. والابتدائي في مدارس كمبوني بالخرطوم. والثانوي بكلية فيكتوريا بالإسكندرية. ثم التحق بكلية غوردستون بأسكتلندا ثم كلية فلشام هاوس بانجلترا تخرج من جامعة أكسفورد البريطانية بشهادة الماجستير في علوم فلسفة القانون عام 1957م نيو كولج أكسفورد  أول رئيس لجمعية الطلاب العرب وقيادي بارز باتحاد الطلبة الأفارقة بجامعة أوكسفورد قام بدراسات في العلاقات الدولية في جامعة لندن (كنج كولنج). درس المحاماة في كلية ميدل تيمبل إن أوف كورت ومن المشايخ الذين تعلم على يديهم ما تيسر من علوم اللغة والفقه وآداب الإسلام: والده الإمام عبد الرحمن المهدي والشيخ بابكر بدري والشيخ أحمد العجب وابنه الشيخ صديق أحمد العجب والشيخ عبد الله عبد الرحمن القمراوي والشيخ إسماعيل الدومة والشيخ علي السيوري والشيخ الطيب السراج وأخوه إسماعيل والشيخ أبو شامة عبد المحمود والشيخ حسن مدثر والشيخ مدثر أبو القاسم هاشم والشيخ إسماعيل أبو القاسم والأستاذ عبد الله الطيب والشيخ عبد الجليل شلبي والشيخ محمود بزوزو الجزائري. 

## حياة المهنية
عمل محامي بمكتب الأستاذ أحمد جمعة والأستاذ محمد أحمد محجوب ولا يزال اسمه في سجل قيد المحاميين السودانيين ويشغل مكتبه الآن ابنه المحامي الاستاذ الفاضل أحمد المهدي. قدمه والده الإمام عبد الرحمن للأنصار كأنصاري جديد ولقبه بالأنصاري أحمد، وفي ذلك قال الشاعر المناضل خالد آدم بن الخياط في الاحتفال الذي أقامه الإمام عبد الرحمن المهدي لابنه أحمد وقدمه لشيوخ الأنصار قائلاً: هذا أنصاري جديد في صفوفكم:

## ارتباطه بوالده
لازم والده الإمام عبد الرحمن كسكرتير خاص وعين في هيئة ملازمي الإمام عبد الرحمن المهدي المنظمة التي تضم خيرة قيادات الأنصار بالسودان والتي أسهمت بدور كبير في نضال الأنصار الوطني والديني والاجتماعي. تولي مسؤولية إدارة شؤون الأنصار بمرسوم من الإمام عبد الرحمن المهدي.
تولى مسؤولية رئاسة شباب الأنصار. تم اختياره رئيساً لمؤسسة الأنصار العامة بسكرتارية الأمير عبد الله عبد الرحمن نقد الله والتي يعمل تحت لوائها وكلاء الإمام ومناديبه ومجالس شيوخ الأنصار. عين مديراً عاماً لمشاريع دائرة المهدي بالنيل الأبيض والجزيرة أبا ثم مديراً لشركة دائرة المهدي العقارية ثم رئيس مجلس أمناء دائرة المهدي . 
تولى مسؤولية التعبئة الشعبية لمواجهة الحكم العسكري في دارفور والتي وقفت عن بكرة أبيها تنادي بعودة الحرية والديمقراطية حتى قيام ثورة أكتوبر المجيدة عام 1964م، والتي مهد لها كفاح الجبهة الوطنية برئاسة الإمام الصديق عبد الرحمن المهدي والزعيم إسماعيل الأزهري. 
اختاره الإمام الصديق عضواً في المجلس الخماسي الذي كُلف بقيادة الأنصار ووضع أسس إمامتهم وهم السيد عبد الله الفاضل المهدي رئيساً والسيد الهادي عبد الرحمن المهدي والسيد يحيي عبد الرحمن المهدي والسيد أحمد عبد الرحمن المهدي والسيد الصادق الصديق المهدي.
تم اختياره وزيراً في حكومة أكتوبر الثانية لتمثيل حزب الأمة مع السيد محمد أحمد محجوب والسيد محمد إبراهيم خليل وتولى وزارة الري والقوى الكهربائية في تلك الوزارة.
انتخب نائباً لدائرة الجزيرة أبا في الجمعية التأسيسية في أول انتخابات بعد ثورة أكتوبر 1964م. عين وزيراً للداخلية في عام 1966م.
عين وزيراًُ للدفاع ووزيراً للإعلام في عام 1967م.
انتخب نائباً لرئيس حزب الأمة في أول مؤتمر عام لحزب الأمة بعد ثورة أكتوبر عام 1964م. كان ساعداً أيمن للإمام الهادي عبد الرحمن المهدي ونائباً عن الإمام وفقاً للنظام الأنصاري الذي وضع أساسه الإمام عبد الرحمن والإمام الصديق من بعده وأيده وباركه الأنصار كافة. 
بويع إماماً للأنصار وخليفة لوالده الإمام عبد الرحمن المهدي بعد إخوانه الصديق والهادي ويحي منذ عام 1987م وامتدت مبايعات الأنصار له عبر وكلائه ومناديبه ووفود الأنصار بالعاصمة وخارجها. 
بايعته مجموعات الأنصار خارج السودان ومنها مجموعة أنصار الله بأمريكا التي قال زعيمها في خطاب المبايعة بتاريخ 17/10/1988م. وحرصاً مني علي سلامة مسيرة الأنصار لهداية العالم أعلن عن رغبة أكيدة وطواعية صريح تنازلي عن الخلافة لسيادة السيد أحمد عبد الرحمن المهدي ليملأ كرسي الخلافة لجدارته واستحقاقه ولتجاربه الثرة وخبرته العميقة في مجال القيادة، بالإضافة الي انه من سلالة الامام المهدي وقائد الاسرة الأكبر بعد الشهيد الامام الهادي المهدي.وقد استندت في قراري الي الأدلة التي أشارت الي جواز خلافة الاخ لأخيه والابن لوالده وذلك منذ بداية الكون، منها علي سبيل المثال لا الحصر، خلافة نبي الله سليمان والده داؤود عليهما السلام ... هذا بالإضافة الي طلب سيدنا إبراهيم عليه السلام من الله سبحانه وتعالي توريث ذريته الأرض ومن عليها. ومن هذا المنطلق أدعو الامام أحمد المهدي والأنصار الي تسلم القيادة والسير بها الي الامام داخل السودان وخارجه ونحن معهم. وعلي الله فليتوكل المؤمنون وأخر دعوانا ان الحمد لله رب العالمين
يحرص الإمام على الصلة الوثيقة بكل القيادات الوطنية ومشايخ الدين ورموز البلاد وعامة المواطنين،
وزار معظم البلدان العربية والتقى بملوكها ورؤسائها وزعاماتها وله صداقات ممتدة مع الجميع ويعمل لتحقيق التصالح والتضامن والتآخي بين القيادات كلها ليحقق جمع الصف ووحدة الكلمة وينادي بمناصحة الأمة للنهضة والتقدم. أعتقل عدة مرات في عهد نظام مايو مع الرئيس إسماعيل الأزهري وخضر حمد عام 1969م ثم في أحداث سبتمبر 1975م وحركة يوليو 1976م. 

## زواجه وأولاده
تزوج السيدة صافية محمد الحلو موسى والسيدة سلوى أحمد عبد الله جاد الله والسيدة صديقة محمد أحمد عبد الكريم والسيدة ماجدة التجاني علي يس والسيدة سامية سعيد فتح الرحمن. 
وأولاده محمد والصديق وعبد الرحمن والفاضل والمهدي والهادي ويحي وعبد الله والبشرى وحمزة والطيب والطاهر وعمر. 
وبناته هدى ومقبولة وآيات وزهراء وزينب وفاطمة وطاهرة وسكينة ورحمة وراية الإسلام. 
يقوم في الوقت الحاضر بشؤون الدعوة الإسلامية والإرشاد الديني وتأسيس الخلاوي ورعايتها وإيواء حفظة كتاب الله الكريم وراتب الإمام المهدي عليه السلام وتفقد مساجد الأنصار ومدهم بالمشايخ الحفظة لتوعية الأحباب بأمور دينهم ومشاركة الأنصار في أفراحهم وأتراحهم وعموم مناسباتهم. ويقوم أيضاً بقضايا الإصلاح ورعاية وإغاثة المنكوبين والنشر والتبشير بالعقيدة الإسلامية وتبيان الدعوة المهدية ومبادئها وقيمها وتاريخها في جميع البلدان. له علاقات واسعة مع كل القادة الجنوبيين واتصالات وصداقات حميمة خاصة مع مجلس الكنائس والقساوسة ورجال الدين المسيحي والبعثات الدبلوماسية وضيوف البلاد والساسة في داخل البلاد وخارجها.